# Slobozia Ciorăști
Slobozia Ciorăști est une commune du județ de Vrancea en Roumanie.